# Himley
Himley är en ort och civil parish i Storbritannien.   Den ligger i grevskapet Staffordshire och riksdelen England, i den södra delen av landet, 180 km nordväst om huvudstaden London. Himley ligger 81 meter över havet och antalet invånare är 672.
Terrängen runt Himley är huvudsakligen platt. Himley ligger nere i en dal. Runt Himley är det mycket tätbefolkat, med 2 345 invånare per kvadratkilometer. Närmaste större samhälle är Birmingham, 19,5 km öster om Himley. Runt Himley är det i huvudsak tätbebyggt.